# Lương Thị Huệ
Lương Thị Huệ (? - 1432) là một liệt nữ Việt Nam ở đầu thế kỷ 15. Tương truyền, bà đã giúp nghĩa quân Lam Sơn đánh thắng quân Minh (Trung Quốc) ở thành Cổ Lộng năm 1427.

## Tiểu sử
Lương Thị Huệ sống ở đầu thế kỷ 15, là người thôn Ngọc Chuế, xã Chuế Cầu (nay thuộc huyện Ý Yên, tỉnh Nam Định).
Bà là người thông minh, xinh đẹp, hát hay, lại là con gái duy nhất của gia đình họ Lương, một hào phú ở làng. Lớn lên, bà nhận lời lấy Đinh Tuấn là người cùng làng, làm chồng. Về làm dâu, bà rất được chồng và họ hàng nhà chồng quý mến, vì tính hiếu thuận.
Năm Đinh Hợi (1407), nhà Hồ bị quân Minh đánh đổ. Sau đó, con cháu nhà Trần là Trần Ngỗi (tức Giản Định Đế) và Trần Quý Khoáng (hay Trần Quý Khoách, tức Trùng Quang Đế) lần lượt khởi binh chống lại. Đến năm Mậu Tuất (1418), lại có thêm Lê Lợi (về sau lên ngôi là vua Lê Thái Tổ) ở Lam Sơn (Thanh Hóa) cũng tụ nghĩa dấy binh.
Để cản ngăn bước tiến của nghĩa quân Lam Sơn, tướng nhà Minh là Mộc Thạnh sai quân đắp thành Cổ Lộng bên bờ sông Đáy thuộc địa phận làng Bình Cách (nay thuộc xã Yên Bằng, huyện Ý Yên, tỉnh Nam Định), rồi đem quân mạnh đến trấn giữ.
Nhà vợ chồng bà Huệ ở gần thành Cổ Lộng. Thấy quân Minh thường tàn ác với dân mình, nên bàn cách diệt trừ. Sau đó, chồng bà (Đinh Tuấn) dẫn gia đinh theo giúp Lê Lợi; còn bà thì mở một quán nước ven đường, tuyển nhiều ca nữ xinh đẹp nhằm dẫn dụ quân Minh tới quán để dò la tin tức.
Năm Bính Ngọ (1426), nghĩa quân Lam Sơn trên đà thắng lợi, định tiến ra đánh lấy Đông Quan (tức Thăng Long). Vì vậy, bằng mọi cách phải triệt hạ ngay thành Cổ Lộng. Biết Đinh Tuấn từng ở vùng ấy, thủ lĩnh Lê Lợi sai ông về xem xét. Được vợ cho biết đường đi lối lại trong thành, Đinh Tuấn liền cho người về báo. Lập tức, thủ lĩnh Lê Lợi sai tướng dẫn quân tiến ra .
Để phối hợp hành động, bà Huệ sắm sửa rượu thịt, rồi nói dối rằng nhà có giỗ, mời một số quân tướng trong thành Cổ Lộng ra ăn uống. Đến khi thấy họ đã mê mệt vì sắc, vì rượu thịt… nghĩa quân Lam Sơn liền dốc đánh, và hạ được thành . Được tin báo, thủ lĩnh Lê Lợi rất mừng, giao thành cho vợ chồng bà coi giữ .
Ngày 14 tháng 4 (âm lịch) năm Mậu Thân (1428), Lê Lợi lên ngôi Hoàng đế, tức là vua Lê Thái Tổ, chính thức dựng lên vương triều nhà Lê, lấy lại quốc hiệu cũ là Đại Việt. Sau đó, nhà vua mở hội định công phong thưởng cho các tướng sĩ. Đinh Tuấn được phong làm Kiến Quốc công, Trung dũng Đại tướng quân. Bà Huệ được phong làm Kiến quốc phu nhân (Người đàn bà dựng nước), và ban cho nhiều mẫu ruộng để làm "thực ấp".
Năm Thuận Thiên thứ 5 (Nhâm Tý, 1432), Lương Thị Huệ mất. Vua Lê Thái Tổ sai quan về làng Chuế Cầu làm lễ tế, truy phong hai vợ chồng (Đinh Tuấn mất năm nào không rõ) lên tước vương, sắc cho dân làng Chuế Cầu lập đền thờ trên nền nhà cũ và cấp trăm mẫu ruộng tốt làm tự điền để lo việc cúng tế.

## Được vinh danh
Năm Hồng Đức thứ nhất (Canh Dần, 1740), vua Lê Thánh Tông trên đường về Lam Sơn (Thanh Hóa) yết Thái miếu có ghé qua thăm di tích thành Cổ Lộng và đền thờ vợ chồng bà. Sau đó, nhà vua đã ngự chế một bài minh bằng chữ Hán để đề ở đền thờ. Bài minh ấy như sau:
| Phiên âm Hán-Việt: Vĩ tai liệt phụ Khí hùng vạn binh Minh tặc thiết cứ Cổ Lộng chi thành Hoàng tổ khởi nghĩa Đốc chí diệt Minh Thiết kỵ mãnh chiến Nang quát công thành Sử thần bỉnh bút Trưng vương tề danh Miếu mạo hưởng tế Thiên cổ phong thanh. | Tạm dịch nghĩa: Giỏi thay người liệt phụ, Chí khí mạnh hơn muôn binh. Giặc Minh sang xâm lấn, Đóng giữ ở thành Cổ Lộng. Hoàng tổ ta khởi nghĩa, Bà dốc chí đi theo diệt quân thù. Cỡi ngựa sắt, bà hăng hái đánh, Thắt nút, bà giúp công thành. Sử quan cầm bút chép Danh tiếng bà cùng Trưng Vương lưu danh. Lập miếu đền thờ bà, Để tiếng tăm truyền lại nghìn đời. |